# Benito Aznar
Benito Aznar y Peón (28 de marzo de 1789 - 11 de mayo de 1847), fue un militar y político novohispano y mexicano, después de la guerra de independencia, a la que apoyó. Nacido y fallecido en Mérida, Yucatán. Gobernador de Yucatán en dos periodos, ambos en 1837. Defendió la causa de la independencia de México formando parte del ejército Trigarante.

## Datos biográficos
Tuvo una carrera militar relevante que incluyó una presencia en España para combatir a los invasores franceses en 1814. También estuvo comisionado brevemente en Jamaica británica y en Cartagena de Indias. Fue comandante militar del estado de Yucatán de 1821 a 1822, inmediatamente después de la consumación de la independencia en Yucatán. En 1822 ejerció además en este periodo preconstitucional el mando político en el naciente estado de Yucatán. Fue también diputado al Congreso General representando a Yucatán.
Las dos ocasiones en que fungió como gobernador del estado lo hizo en su carácter de Presidente de la Junta Departamental que se estableció en el México centralista de José Justo Corro y de Anastasio Bustamante.
Su esposa fue Dolores Pérez del Mazo, hija de Benito Pérez Valdelomar, virrey de Nueva Granada y antes, capitán general y gobernador de Yucatán de 1800 a 1810.